# نيكولاي إيلرز
نيكولاي إيلرز (بالدنماركية: Nikolaj Ehlers)‏ هو لاعب هوكي جليد دنماركي، ولد في 14 فبراير 1996 في آلبورغ في الدنمارك.

## وصلات خارجية
- نيكولاي إيلرز على موقع دوري الهوكي الوطني (الإنجليزية)
- نيكولاي إيلرز على موقع EliteProspects.com (الإنجليزية)
- نيكولاي إيلرز على موقع Eurohockey.com (الإنجليزية)
- نيكولاي إيلرز على موقع HockeyDB.com (الإنجليزية)
- نيكولاي إيلرز على موقع Hockey-Reference.com (الإنجليزية)